# Cascade Cottages
 (août 2020).
Pour les articles homonymes, voir Cascade.
Les Cascade Cottages sont des bâtiments formant un district historique du comté de Larimer, dans le Colorado, aux États-Unis. Protégé au sein du parc national de Rocky Mountain, ce district est inscrit au Registre national des lieux historiques depuis le 27 août 2020.